# 美青蟹屬
美青蟹屬（學名：Callinectes）是梭子蟹科的一屬，藍蟹属于该属。其下的物種有一對扁平的步足，甲殼扁平而闊，甲殼前端、近眼睛及後端都有牙齒。最大的牙齒是位於眼睛之間。美青蟹屬一般背部呈橄欖綠色或藍色，底部呈白色，細少的爪上有藍色或紅色的地方。一些物種的爪大小及顏色有所不同。